# 宝拉X
《寶拉X》（法語：Pola X）是一部1999年法國劇情片，由李歐·卡霍執導，吉拉姆·德巴狄厄、葉卡塔琳娜·戈露貝娃和凯瑟琳·德纳芙主演。该片松散地改编自赫尔曼·梅尔维尔的小说《皮埃爾：或，曖昧》。它围绕着一个年轻小说家，他面对着一个自称是他丢失的妹妹的女人，两人开始了浪漫关系。电影名称是小说法文标题“Pierre ou les ambiguïtés”的缩写，加上罗马数字“X”，表示用于拍摄电影的第十稿剧本。
該片入選1999年第52屆坎城影展正式競賽單元。《寶拉X》被一些人与法國新極端主義联系起来。